# 新安路街道 (郑州市)
新安路街道，是中华人民共和国河南省郑州市上街区下辖的一个乡镇级行政单位。

## 行政区划
新安路街道下辖以下地区：
朝阳街社区、昌盛街社区、新安西路社区、香园街社区和二十里铺村。